# Thrapston
Thrapston är en stad och civil parish i kommunen North Northamptonshire i England. Orten har 6 239 invånare (2011). Byn nämndes i Domedagsboken (Domesday Book) år 1086, och kallades då Trapestone.